# Periclimenes parvus
Periclimenes parvus är en kräftdjursart som beskrevs av Lancelot Alexander Borradaile 1898. Periclimenes parvus ingår i släktet Periclimenes och familjen Palaemonidae. Inga underarter finns listade i Catalogue of Life.